# Lentalius dorsopictus
Lentalius dorsopictus – gatunek chrząszcza z rodziny kózkowatych i podrodziny zgrzypikowych. Jedyny przedstawiciel rodzaju Lentalius.

## Zasięg występowania
Gatunek ten jest endemitem Madagaskaru.